# Rally Sachs
El Rally Sachs fue una prueba de rally disputada desde 1978 hasta 1982 en el País Vasco y Castilla y León y organizada por la Peña Motorista Vizcaya. Fue puntuable para el campeonato Vasco-navarro y para el Campeonato de España de Rally en cuatro ocasiones. Sachs era el nombre comercial de Industrias Vam, filial vasca con sede en Bilbao de Fichtel & Sachs empresa alemana del mundo del automóvil. Aunque nunca lo lograron la organización intentó que fuese puntuable para el campeonato de Europa al igual que sendas pruebas de nombre similar disputadas en Alemania y que sí fueron parte del certamen europeo.

## Historia
La primera edición se disputó en el mes de abril de 1987 y puntuable para el campeonato Vasco-navarro y el desafío Simca. El primer vencedor fue José Luis Etxabe. Al año siguiente consigue entrar en el calendario nacional con fecha el mes de julio y en el sitio que dejaba el rally Costa del Sol. Sachs invirtió el 41% de su presupuesto publicitario para llevar a cabo esta prueba. Contó con un itinerario de 480 km y quince tramos cronometrados con una parada en Espinosa de los Monteros (Burgos). Se inscribieron en la prueba cuarenta y cinco equipos pero por diversos motivos solo tomaron la salida veintinueve. Como piloto invitado se encontraba el piloto alemán Reinhard Hainbach que realizó una buena actuación. El local Ignacio Sunsundegui a los mandos de un Porsche 911 se mantuvo en cabeza desde el principio muy seguido por Hainbach. La prueba se desarrolló con complicaciones; primero un sector colapsado en Guriezo-Hoyo Menos hizo penalizar hasta 45 minutos a los participantes y luego una lluvia torrencial en Reineta le supuso una penalización de cinco minutos a Hainbach relegándolo a la cuarta plaza final que sin ella le hubiese permitido finalizar segundo. Ya sin oposición y en la segunda etapa Sunsundegui dominó todos los tramos y se adjudicó la victoria. Por detrás Feddy y García-Campijo mantuvieron una lucha por el segundo puesto que sería para el primero debido a una penalización de tres minutos que recibió Campijo. Entre los abandonos figuraban el ganador del año anterior Etxabe, por rotura del embrague y Luis Bravo, ambos con Simca Rallye.
La tercera edición, segundo año en el nacional, se desarrolló con salida y meta en Bilbao sobre un itinerario de 571 km y dieciocho tramos que sumaban un total de 173 km. La prueba contó mayoritariamente con pilotos locales debido al bajo coeficiente. Ignacio Sunsundegui, Juan Carlos Pradera o Marc Etchebers entre los destacados. Aunque Pradera se impuso inicialmente logrando una ventaja de veintitrés segundos, Etchebers reaccionó y en la segunda etapa logró alcanzarle y ganar la prueba con una ventaja de cuarenta y nueve segundos. La tercera posición fue para García Campijo que tuvo otro duelo con «Freddy». Por la dureza de la prueba de los cuarenta y dos equipos solo finalizaron diecinueve destacando los abandonos de Vilariño por rotura del cambio, Luzuriaga por rotura del embrague y Zorrilla que sufrió un fuerte accidente contra un muro provocándole heridas en una pierna.
En la cuarta edición celebrada entre octubre y noviembre de 1981 dos pilotos llegaron con opciones de proclamarse campeón de España a falta de una cita, Jorge de Bagration y Beny Fernández. Antonio Zanini que venía de realizar una temporada discreta se encontraba aún poniendo a punto el Talbot Horizon pero consiguió realizar una buena actuación y se adjudicó la victoria por delante de Genito Ortiz y Bagration, cuyo terer puesto no le servía para proclamarse campeón de manera matemática. Beny con su Porsche 911 fue quinto y le permitió llegar al rally Cataluña aún con opciones. En cuarta posición finalizó Etchebers bien conocedor de los tramos también con un Porsche 911.
En la quinta edición, al contrario que el año anterior los candidatos al título no acudieron y el francés afincado en España Marc Etchebers se impuso con amplia ventaja sobre sus rivales con su habitual Porsche 911 SC sumando su segunda victoria personal en el rally. Segundo fue Mariano Lacasa con Opel Ascona 400 y tercero Francisco Martínez con Opel Ascona 2000. Al año siguiente el Rally CS, prueba organizada también por la Peña Motorista Vizcaya tuvo que suspenderse, y algunos rumores hablaron sobre la posibilidad de fusionarse con el Sachs, algo que nunca ocurrió.

## Palmarés
| Año  | Edición                        | Piloto              | Copiloto       | Automóvil       | Series                |
| ---- | ------------------------------ | ------------------- | -------------- | --------------- | --------------------- |
| 1978 | 1.º Rally Sachs                | José Luis Etxabe    | F. Fernández   | Simca Rallye    | Vasco-Navarro         |
| 1979 | 2.º Rallye Internacional Sachs | Ignacio Sunsundegui | José Larrinaga | Porsche 911     | España, Vasco-navarro |
| 1980 | 3.º Rallye Internacional Sachs | Marc Etchebers      | Ramón Amorena  | Porsche 911 RSR | España                |
| 1981 | 4.º Rallye Sachs-Bilbao        | Antonio Zanini      | Jordi Sabater  | Talbot Horizon  | España                |
| 1982 | 5.º Rally Sachs-Bilbao         | Marc Etchebers      | M C. Etchebers | Porsche 911 SC  | España                |